# レーザー目標指示装置

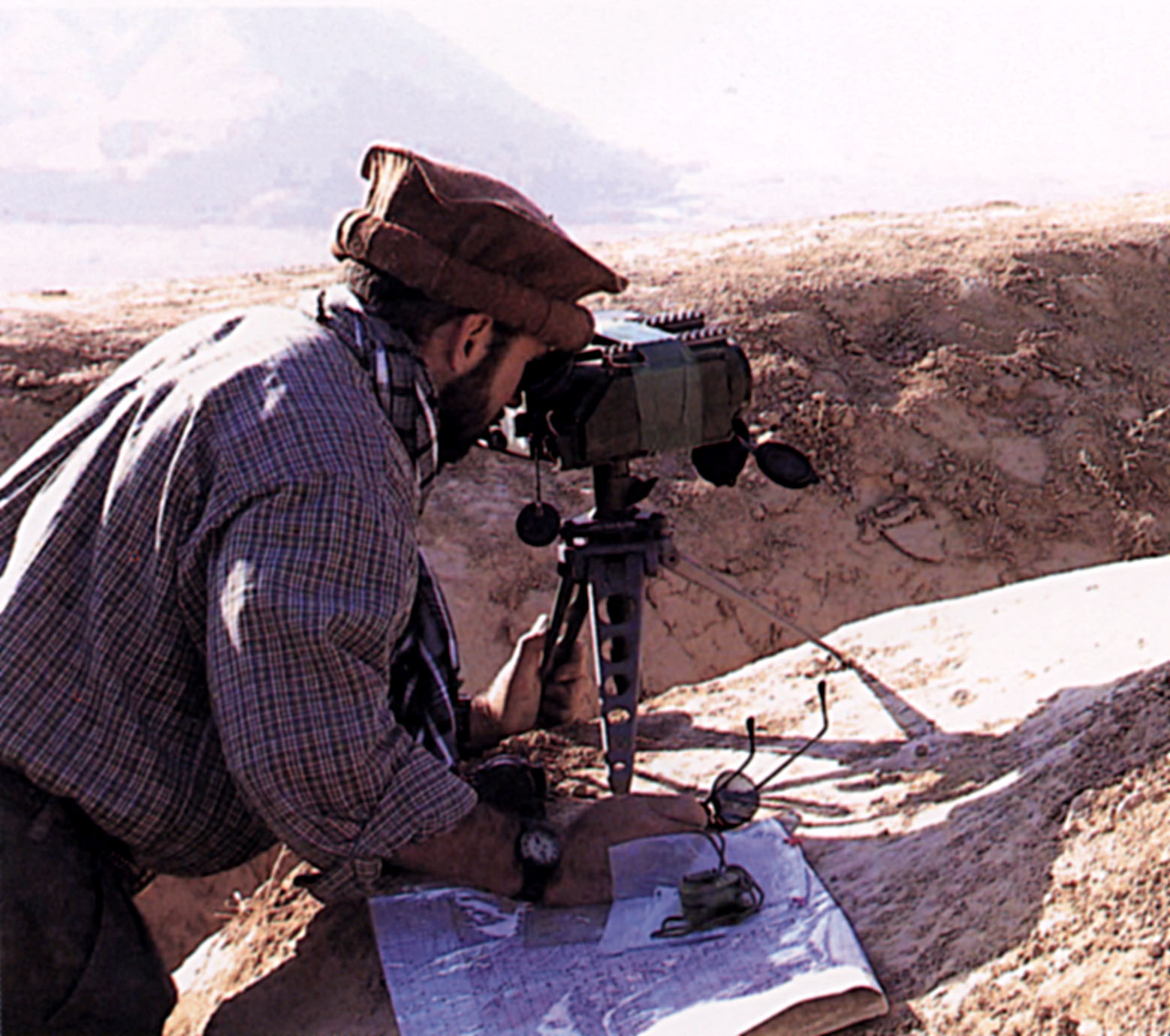
爆撃の指示をおこなうポータブル・ユニット。2001年、アフガニスタンにて。

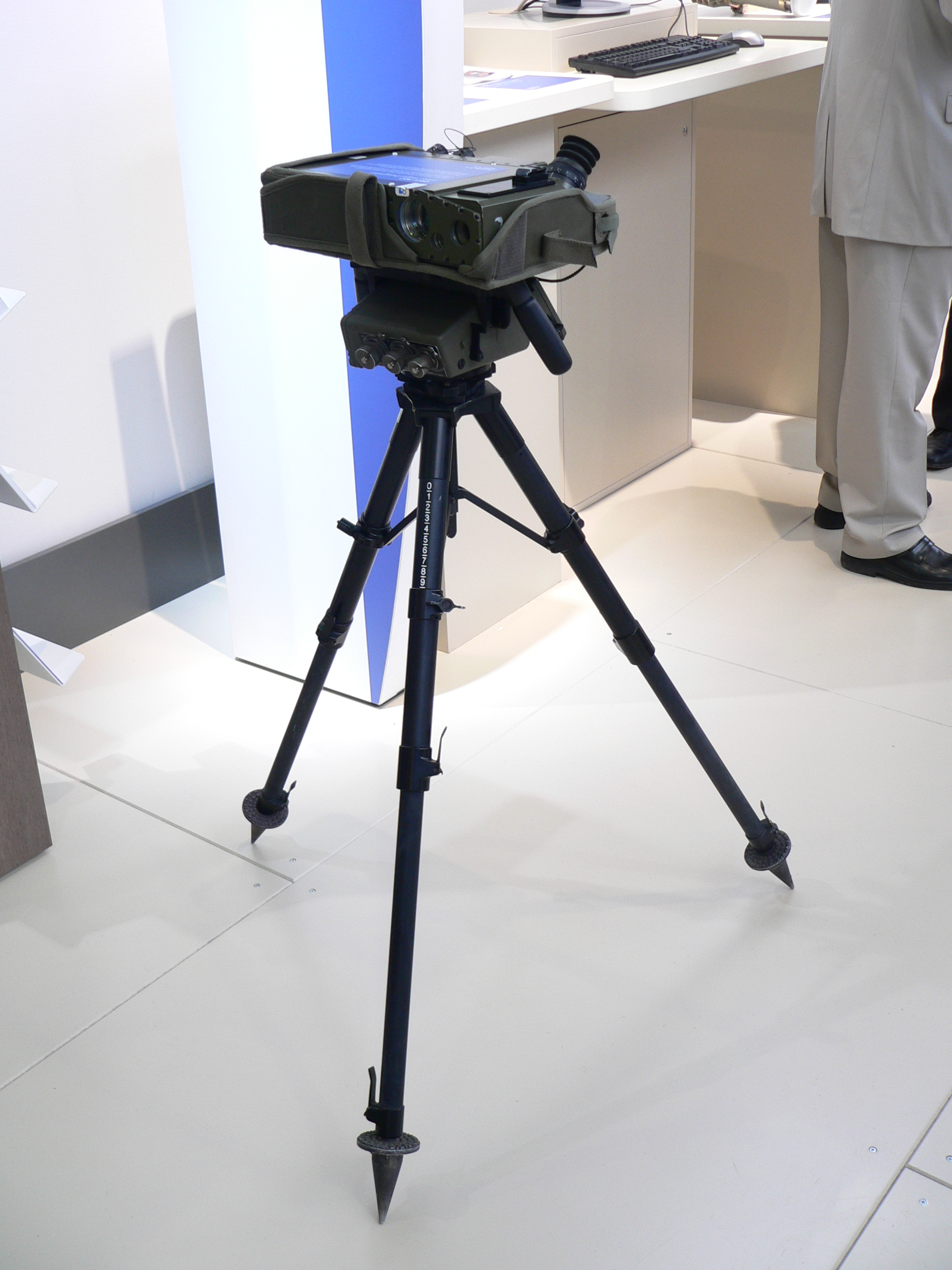
CILAS DHY 307

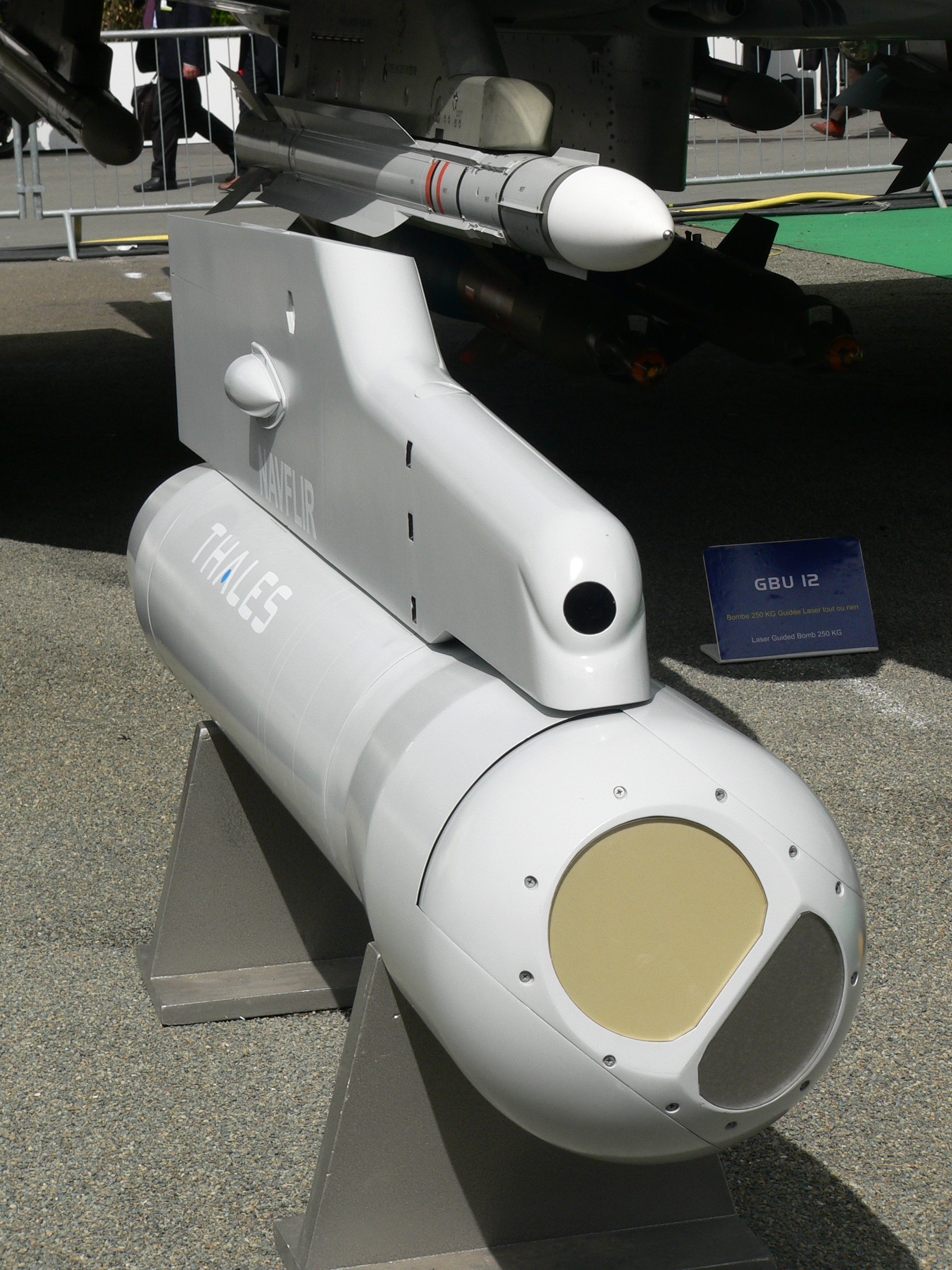
タレス ダモクル 標的照準ポッド。NAVFLIR 画像処理装置と組み合わされている

レーザー目標指示装置（レーザーもくひょうしじそうち、英語: Laser target designator）は、目標にレーザーを照射して誘導を行う装置。レーザー目標指示装置は、レーザー誘導爆弾、ミサイル、あるいは精密誘導砲弾などに標的を指示する。それぞれの例として、ペイブウェイシリーズの爆弾、ロッキード・マーティンのヘルファイア・ミサイル、M712 カッパーヘッド弾がある。
目標が照射装置によってマークされても、ビームは見えず、また、連続的に照射されるのではない。代わりに、一連の符号化されたパルスとしてレーザーを照射する。この信号は目標で反射し、レーザー誘導弾のシーカーに方向を指示する。レーザー誘導弾は、反射した信号の中心に向かって進む。標的がレーザー検出装置を持っていたり、上空の航空機の音を聞くことができたりしない限り、標的にとってマークされているかどうか判断するのは非常に難しい。レーザー目標指示装置は、大気が澄んでいるときに最もよく働く。雲、雨、あるいは煙は、信頼できる目標指示を困難にし、場合によっては不可能にする。

## 配備
レーザー目標指示装置には航空機に搭載されるもの、車両に搭載されるもの、携帯式のものなどがある。

### 航空
2004年、アメリカ空軍は、ロッキード・マーティンのスナイパー・ポッドを ATP (Advanced Targeting Pod) に選定した。現在では、F-16、F-15E、B-1、B-52、A-10Cなど、多くのアメリカ空軍の機体に装備されている。また、多くの国の戦闘機にも装備されている。アメリカ海軍は、LITENING IIとレイセオンのATFLIR を多くの攻撃機に装備している 。LITENING IIは、世界中の多くの国の空軍で使われている。イギリス空軍はLITENING IIIシステムを、フランスは ダモクルとATLIS IIを使っている。

### 地上
アメリカ空軍およびアメリカ海兵隊の統合末端攻撃統制官は、AN/PED-1 LLDR （Lightweight Laser Designator Rangefinder：軽量レーザー指示測距装置）のような軽量な装置を装備しており、友軍と密接に連携して近接航空支援をおこなう航空機に目標を指示する。ノースロップ・グラマンの LLDR は肉眼に安全な波長を使っており、レーザー誘導、GPS誘導、および通常弾薬のために、目標を発見し、その距離を測定し、目標の位置を決定する。この、軽量で相互運用性のあるシステムは、ほかの戦場システムに対して、独自に距離および標的の情報を提供できる。不朽の自由作戦ではAN/PEQ-1 SOFLAMが使用された。

## 参考資料
- Lightweight Laser Designator Rangefinder Brochure, Northrop Grumman